# Bowen (Automarke)
Die Bowen & Co. Ltd. war ein britischer Automobilhersteller sowie eine Messinggießerei in London.
Ab 1906 wurde ein Kleinwagen gebaut, dessen 1,3-Liter-Motor unter einer kurzen Motorhaube hinter einem relativ großen Wasserkühler saß. 1908 wurde die Automobilfertigung zugunsten der Messinggießerei, die schon bisher das Hauptgeschäft der Firma ausmachte, aufgegeben.